# Collezione Scharf-Gerstenberg
La collezione Scharf-Gerstenberg (in tedesco: Sammlung Scharf-Gerstenberg) è un museo d'arte di Berlino, appartenente ai Musei statali di Berlino.
La collezione, che comprende opere del Romanticismo e del Surrealismo, è ospitata nell'edificio che fino al 2005 era occupato dal Museo egizio.
Il museo espone opere di Goya, Manet, Piranesi, Dalí, Ernst, Moreau, Redon, Rousseau, Tanguy, Giacometti, Grosz, Klee, Léger, Mirò, Munch, Picabia, Picasso e Seurat.